# Zanobi Maria da Firenze
Zanobi Maria da Firenze, al secolo Pier Filippo Benucci (Firenze, 25 agosto 1779 – Agra, 24 giugno 1824), è stato un missionario e vescovo cattolico italiano dell'Ordine dei frati minori cappuccini.

## Biografia
Allievo degli scolopi, il 27 settembre 1799 abbracciò la vita religiosa tra i cappuccini di Cortona. Lettore di filosofia e teologia per gli studenti cappuccini di Toscana, nel 1810 fu costretto dalle leggi napoleoniche a lasciare il convento, ma continuò a curare la formazione dei giovani ecclesiastici: ebbe tra i suoi allievi anche il futuro arcivescovo Luigi Fransoni.
Nel 1814 manifestò a papa Pio VII il suo desiderio di recarsi in terra di missione.
Fu nominato prefetto della missione del Congo e inviato a Luanda, dove arrivò il 6 marzo 1816.
Eletto vicario apostolico dell'Indostan, fu consacrato vescovo a Luanda e il 31 luglio 1822 partì per il suo vicariato. Arrivò a Calcutta l'8 ottobre 1823 e giunse quindi ad Agra, dove cadde presto malato e morì in pochi giorni.
La sua sepoltura fu rinvenuta nel 1893 e i suoi resti collocati in un'urna.

## Genealogia episcopale
La genealogia episcopale è:
- Arcivescovo José da Costa e Torres
- Vescovo José Maria de Melo, C.O.
- Vescovo José Caetano da Silva Coutinho
- Vescovo João Damasceno Da Silva Póvoas
- Vescovo Zanobi Maria da Firenze, O.F.M.Cap.